# دیوید سایم کارگیل
دیوید سایم کارگیل (به انگلیسی: David Sime Cargill) (زاده ۹ آوریل ۱۸۲۶ - درگذشته ۲۵ مه ۱۹۰۴) صنعت‌گر، بازرگان و مدیر اجرایی اسکاتلندی بود، که در سال ۱۸۸۶ شرکت نفت برمه را تأسیس نمود.
این شرکت پایه‌گذار شرکت‌های نفتی بسیاری بوده‌است. اولین شرکت نفتی خاورمیانه؛ شرکت نفت آنگلو-پرشین (یا شرکت نفت ایران و انگلیس) از شرکت‌های تابعه این شرکت بریتانیایی محسوب می‌شد. شرکت بی‌پی نیز در آغاز فعالیت، از شرکت‌های فرعی شرکت نفت برمه بود.